# Ricardo Williams
Ricardo Williams Jr. (* 25. Juni 1981 in Cincinnati, Ohio) ist ein US-amerikanischer ehemaliger Boxer.

## Amateur
Rechtsausleger Williams gewann 1998 die National Golden Gloves und wurde 1998 und 1999 US-Meister im Halbweltergewicht. Bei den Amateurweltmeisterschaften 1999 in Houston scheiterte er in der zweiten Turnierrunde an Mahamadkadir Abdullajew aus Usbekistan.
Im Jahr 2000 qualifizierte er sich für die Teilnahme an den Olympischen Spielen in Sydney und gewann dort die Silbermedaille. Sein Halbfinalsieg über den Kubaner Diógenes Luna gilt als einer der spektakulärsten Kämpfe des Turniers. Im Finale war er allerdings erneut dem Usbeken Abdullajew unterlegen.

## Profi
2001 wurde Williams Profi. Er wurde von Lou DiBella verpflichtet, erhielt einen millionenschweren Bonus (1,4 Millionen US-Dollar) für die Vertragsunterschrift und jede Menge Vorschusslorbeeren. Doch genau wie bei Abdullajew und dem vielgepriesenen Mexikaner Francisco Bojado hatte er keinen Erfolg im Profigeschäft, was man in den USA seiner Faulheit und Drogenproblemen zuschrieb. Er besiegte zwar Terron Millet, unterlag aber nach desolater Vorstellung dem Mexikaner Juan Valenzuela (15 Siege, sechs Niederlagen) und später dem fast 44-jährigen Manning Galloway. Er stieg dabei bis ins Halbmittelgewicht auf. Kurz danach musste er im Alter von 23 Jahren seine Karriere beenden, da er im Mai 2005 wegen Drogenhandels zu drei Jahren Haft verurteilt wurde.
2008 kehrte Williams in den Ring zurück und gewann seine nächsten neun Kämpfe im Halbschwer- und Weltergewicht, bevor er 2011 gegen Carson Jones durch TKO in der vierten Runde verlor. 2012 gewann Williams im Halbweltergewicht in seinem 25. Kampf gegen den bis dahin in 23 Kämpfen ungeschlagenen Luis Ramos Jr.